# Von-Werth-Straße 59 / Hansaring 20
Das Wohnhaus Von-Werth-Straße 59 / Hansaring 20 in Köln wurde 1886–1887 von den Düsseldorfer Architekten Hubert Jacobs und Gottfried Wehling erbaut. Es entstand als dreigeschossiges Eckhaus mit Ziergiebeln im Stil des Historismus mit Renaissance-Formen. Die Fassade hatte eine Klinkerverkleidung. Die Ziergiebel zeigten Roll- und Beschlagwerk im Stil der niederländischen Renaissance. Im Jahre 1972 wurde die Villa abgebrochen. An derselben Stelle entstand 1973/1974 ein achtgeschossiges Gebäude.